# Bankhaus Adolph Stürcke

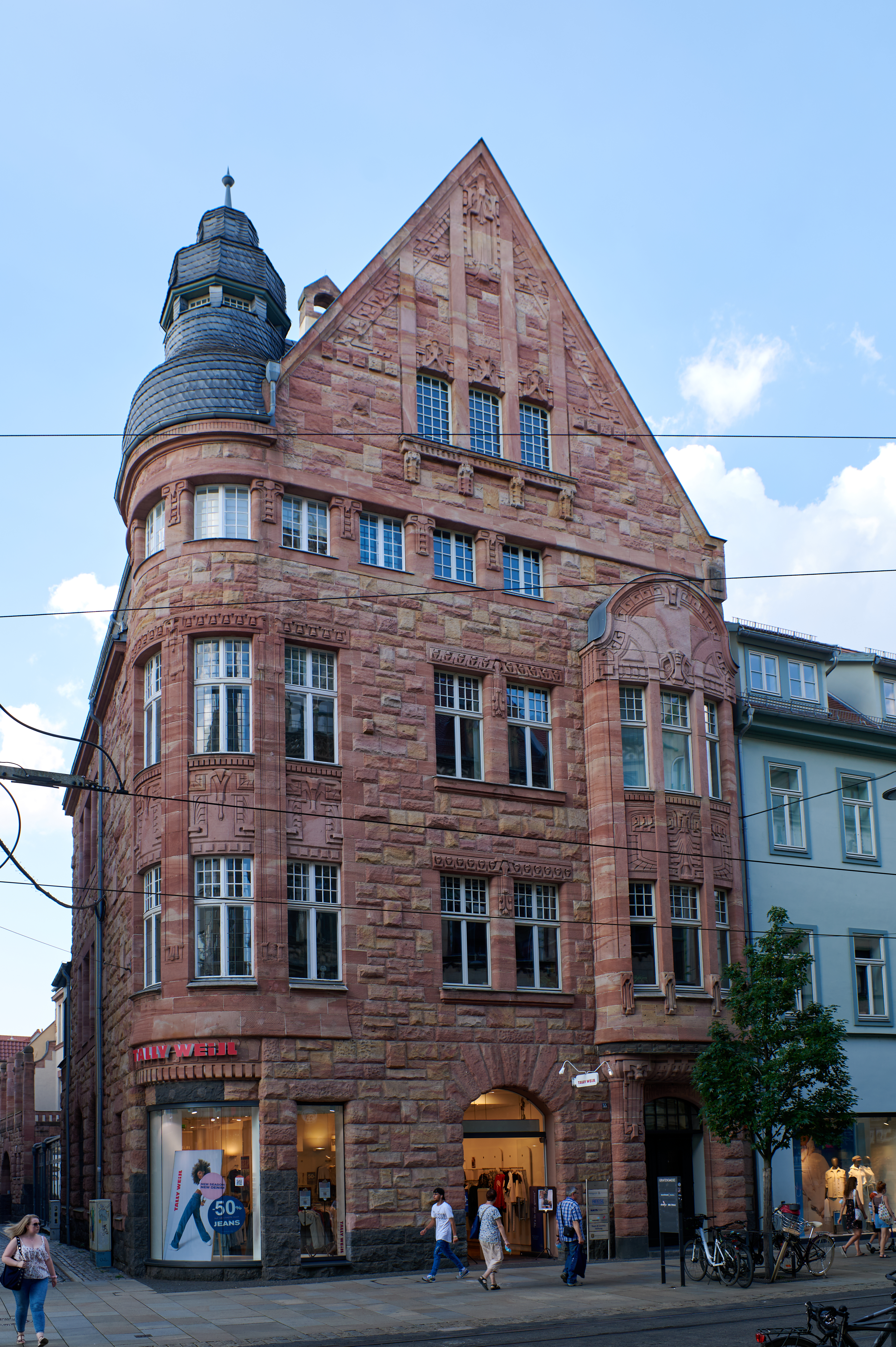
Ehemaliges Bankhaus Stürcke, Anger 55 in Erfurt

Bankhaus Adolf Stürcke ist der Name eines ehemaligen Bankhauses in Erfurt, das dort von 1849 bis 1949 bestand.

## Geschichte

### 1827–1849: Vorgängerunternehmen
1827 gründete Heinrich Hermann Stürcke (1799–1866) ein Wechselgeschäft auf dem Anger 36. Damit gilt er als ein Begründer des Bankwesens in Erfurt. 1830 weitete er seine Tätigkeiten auch auf das Inkasso- und Speditionsgeschäft aus und verlegte es in die Schlösserstraße 3 und die Pilse 28. Es folgten Bankfilialen in allen größeren Städten Deutschlands, auch in Wien und Prag, ferner in St. Petersburg und New York.

### 1849–1859: Gründung und Aufbau des „Bankhauses Adolph Stürcke“
1849 übernahm der aus Bremen stammende Adolph Stürcke (1817–1887), ein Sohn von Nicolaus Stürcke (1788–1868) und dessen Ehefrau Anna Adelheid (1792–1867), das Wechsel- und Bankgeschäft von Heinrich Herrmann Stürcke, der möglicherweise sein Onkel war, und gründete daraus das Bankhaus Adolph Stürcke in Erfurt. Er war Mitglied der Erfurter Freimaurerloge Carl zu den drei Adlern. 1857 bezog die Bank neue Geschäftsräume am Anger, der sich zu Erfurts führender Geschäftsstraße entwickelte. Dank einer expandierenden Wirtschaft, dem Baugeschehen, einer gut situierten Bürgerschaft sowie weitreichender Geschäftsbeziehungen nahm das Bankhaus eine glänzende Entwicklung. Später wurde Adolph Stürcke mit dem Ehrentitel Geheimrat ausgezeichnet.

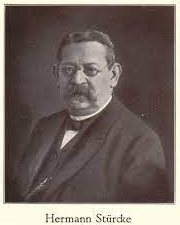

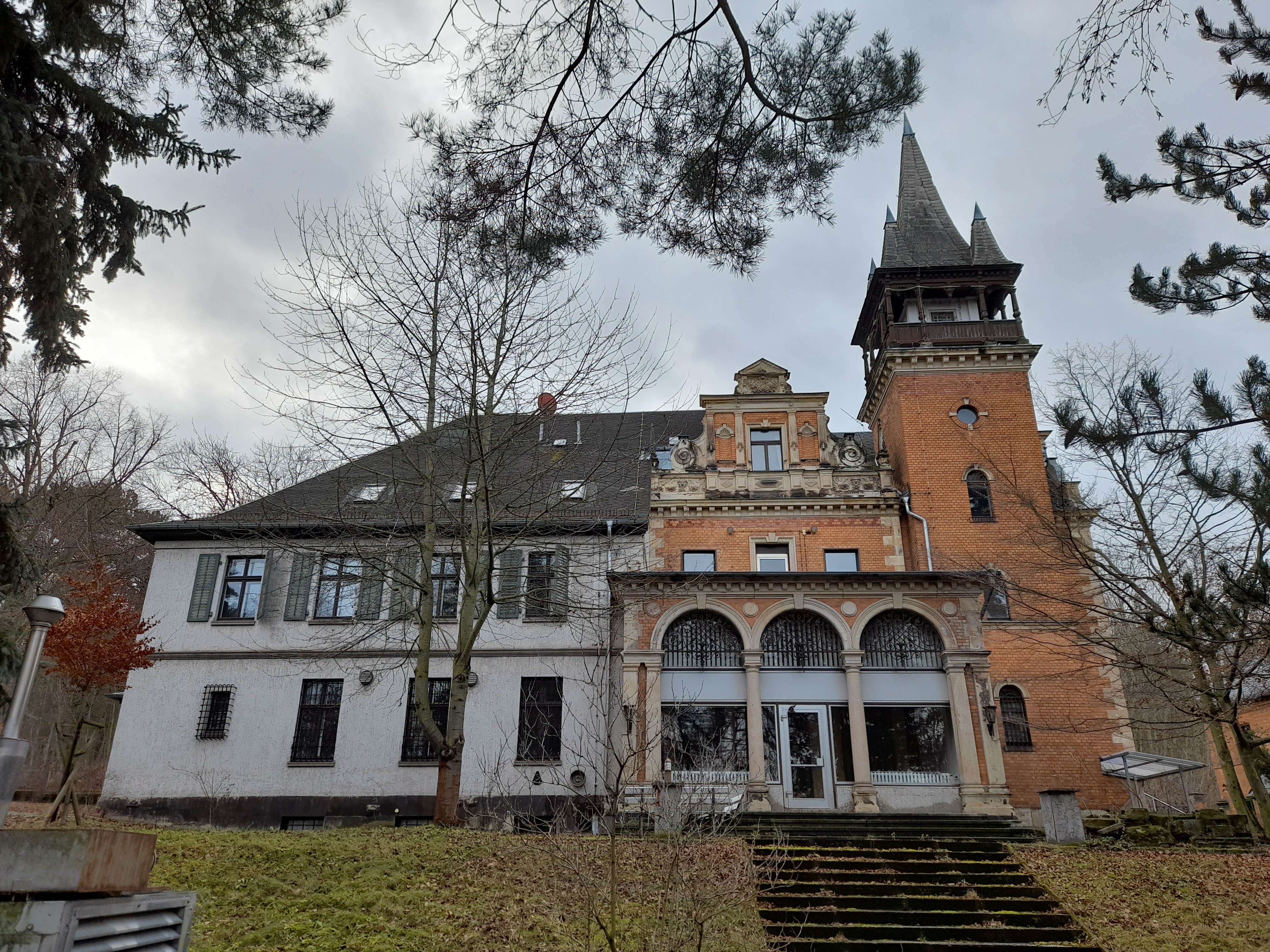
Gartenansicht der Villa Hermann Stürcke, Parkstraße 3

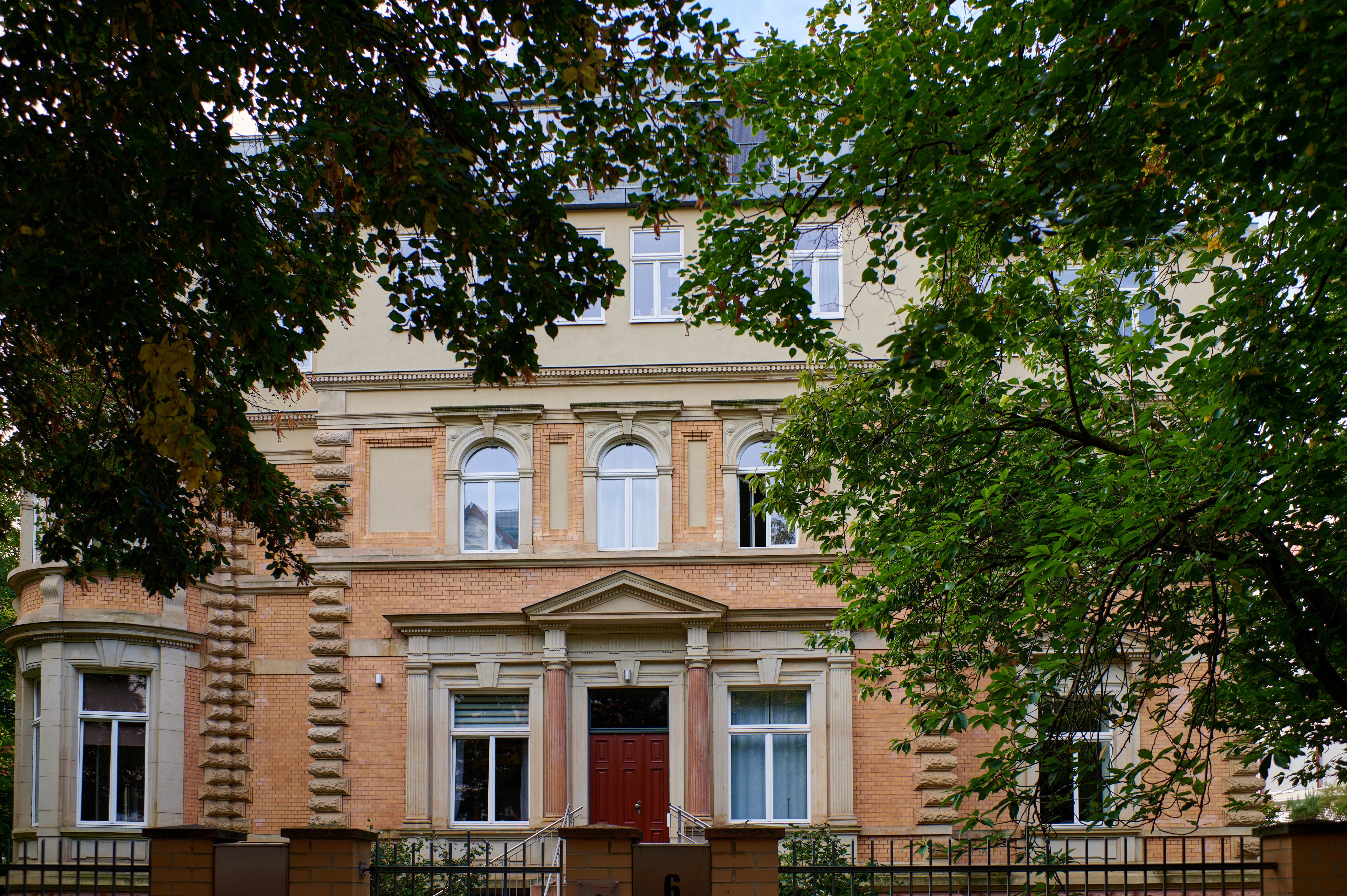
Straßenansicht der Villa Adolph Stürcke, Gorkistraße 6

### 1859–1911: Geschäftsführung durch Hermann Stürcke
1859 überließ Adolph Stürcke die Geschäftsführung seinem ebenfalls noch in Bremen geborenen Bruder und Teilhaber Hermann Friedrich Stürcke (1832–1911). Dieser war in erster Ehe mit Antonie, geb. Schmidt, verheiratet, mit der er einen Sohn und eine Tochter hatte. Aus Hermanns zweiter Ehe mit Agnes Amalie, geb. Klapp (1852–1892) gingen sein späterer Nachfolger Max Stürcke (1876–1947) und zwei weitere Kinder hervor.
Das im Familienbetrieb geführte Bankhaus Stürcke wurde neben der Bank von Wilhelm Moos einer der wichtigsten Geldgeber der Region und Hausbank des Erfurter Großbürgertums. 1869 wurde Hermann Stürcke in der Generalversammlung der Thuringia Versicherungs-AG in deren Verwaltungsrat gewählt. Er leitete die Ilmenauer Porzellanfabrik bis zur Zwangsversteigerung 1871, nach der sie in eine Aktiengesellschaft (AG) umgewandelt wurde. Bis 1873 war Hermann zudem Mitglied des Verwaltungsrates der Weimarischen Bank. Am 23. April 1880 nahm er an der konstituierenden Sitzung des Aufsichtsrats der Münchener Rückversicherungs-Gesellschaft teil, bei der er anfangs ebenfalls mit im Aufsichtsrat saß. Zu dieser Zeit war er auch Mitglied des Verwaltungsräte der Thüringer Gasgesellschaft. und der Thüringischen Eisenbahn-Gesellschaft. 1865 bis 1892 war Hermann Stürcke Mitglied der Stadtverordnetenversammlung, dabei ab 1867 Stadtverordnetenvorsteher. 1872 bis 1882 war er zudem auch Präsident der Handelskammer zu Erfurt, bei der er bereits zuvor stellvertretender Präsident gewesen war. 1872 bekam der den Ehrentitel Geheimer Kommerzienrat. und wurde 1876 mit dem Königlicher Kronen-Orden (Preußen) IV. Klasse ausgezeichnet. Hermann Stürcke engagierte sich auch ehrenamtlich. Seit 1877 war er Mitglied im Erfurter Zweigverein des Sächsisch-Thüringischen Vereins für Erdkunde. und wurde 1886 Gründungsmitglied des Erfurter Kunstvereins, bei dem er auch als Schatzmeister fungierte. 1911 wurde er zum Ehrenbürger von Erfurt ernannt, nachdem er der Stadt zuletzt 100.000 Mark gestiftet hatte, deren Zinsen nach seinem Wunsch für Kunstzwecke verwendet werden sollten.
Die Stürckes zählten so zu den angesehensten und vermögendsten Familien der Stadt und zeigten das auch. So ließ sich Hermann Stürcke 1880–1882 in der Parkstraße 3, direkt am Waldrand des Steiger, eine herrschaftliche Villa errichten. 1883 folgte in der Gorkistraße 6 ein ebenso aufwendiger Villenbau durch den Firmengründer Adolph Stürcke, der 1887 starb und auf dem nahegelegenen Brühler Friedhof bestattet wurde.
Mit Max Stürcke (1876–1947), Hermann Stürckes Sohn, trat die nächste Generation in das Familienunternehmen ein. Dieser war nach einer Lehre im Bankwesen von 1893 bis 1894 Volontär bei der Eidgenössischen Bank in Lausanne. 1898 wurde er zum Militärdienst eingezogen, den er 1901 als Leutnant der Reserve des Westfälischen Ulanenregiments Nr. 5 in Düsseldorf beendete. 1901 trat Max als Prokurist in das Bankhaus Adolph Stürcke ein und wurde drei Jahre später neben seinem Vater Mitinhaber. Am 14. April 1909 heiratete Max in Erfurt Anna Benary, eine Enkelin des Gartenbauunternehmers Ernst Benary. 1910 gehörte Max mit 3 Millionen Mark Vermögen zu den sieben Großunternehmern Erfurts, die es zu mehrfachen Millionären gebracht hatten.
Während dieser Zeit wurde das Geschäftshaus am Anger 55 neu errichtet. Es  steht heute unter Denkmalschutz.

### 1911–1947: Die Ära Max Stürcke, Kriege, Krisen und Zwangsliquidiation unter der SMAD
Nach dem Tode seines Vaters 1911 wurden Max und sein Bruder Erich Leiter des Bankhauses. Bei Ausbruch des Ersten Weltkriegs 1914 wurde Max vom Dienst zurückgestellt und musste nicht am Krieg teilnehmen.  1915 starb Erich, so dass Max die Bank alleine weiter führte und zu einem des wichtigsten Geldgeber der Erfurter Wirtschaft ausbaute. Unter anderem verwaltete sie das Familienvermögen von Max Weber sen. und Max Weber jun. Sie war zudem bis 1945 Großaktionär der Eduard Lingel Schuhfabrik Aktiengesellschaft. Außerdem war Max Stürcke Mitglied des Aufsichtsrats der Mechanischen Weberei C. Graesers Wwe. & Sohn und stellvertretender Vorsitzender der Handelskammer zu Erfurt. Um 1930 hatte die Bank auch einige Zweigstellen in anderen Städten, so am Steinweg 3 in Mühlhausen.
Am 26. Juli 1945 wurde das Bankhaus Stürcke auf Betreiben der Sowjetischen Militäradministration (SMAD) wie alle Banken in der Sowjetischen Besatzungszone geschlossen, das gesamte Vermögen beschlagnahmt und alle Konten gesperrt. Unter Führung Max Stürckes formierte sich ab 1945 mit sechs weiteren thüringischen Bankiers eine Interessengruppe, die die Wiedereröffnung bzw. die Neugründung der Privatbanken sowie den Verbleib der Grundstücke im bisherigen Besitzstand anstrebte. Im November 1945 erreichten die Privatbankiers unter großen Anstrengungen, dass ihre Privatbanken unter anderen Namen wiedereröffnet werden durften. Insbesondere internationale Bankgeschäfte, dazu gehörten auch solche in den westlichen Besatzungszonen, wurden jedoch aufs Strengste verboten. 1946 protestierte Max Stürcke gegen die weitere Zwangsverwaltung der Erfurter Schuhfabrik Dr. Diehl, der die Bank bereits während der Wirtschaftskrise 1929/30 geholfen hatte, durch einen Sequester und wies darauf hin, dass seine Bank an dem Unternehmen und den Vermögen der Eigentümer mit einer Einlage von 340.000 RM beteiligt sei und dass er nie Mitglied der NSDAP gewesen sei. 1947 wurde die Zwangsliquidation des Bankhauses eingeleitet. Am 2. Dezember des Jahres kam Max Stürcke bei einem Autounfall ums Leben. Dennoch brachte das Bankhaus im Frühjahr 1949 zu seinem 100-jährigen Firmenjubiläum eine 16 Seiten starke Festschrift heraus, in der nach Darstellung der bewegten Geschichte zum Schluss die trügerische Hoffnung ausgedrückt wurde, auch in Zukunft der Thüringer und Erfurter Bevölkerung dienlich sein zu können. Dieses erledigte sich mit der Gründung der DDR am 7. Oktober 1949.